# Pseudocophotis
Pseudocophotis es un género de iguanios de la familia Agamidae. Sus especies son endémicas de las islas de la Sonda de la región indomalaya y de Indochina.

## Especies
Se reconocen las 2 especies siguientes:
- Pseudocophotis kontumensis Ananjeva, Orlov, Truong & Nazarov, 2007
- Pseudocophotis sumatrana (Hubrecht, 1879)